# زجاجيات المختبر
زجاجيات المختبر مجموعة متنوعة من المعدات، والمصنوعة تقليديا من الزجاج، وتستخدم لإجراء التجارب العلمية والأعمال الأخرى في مجال العلوم، وخاصة في مختبرات الكيمياء وعلم الأحياء.

## التطبيقات
ان استخدام الزجاج في التطبيقات المختبرية ليس شائعا كما كان مرة من قبل لانه أرخص، وأقل قابلية للكسر، ولدن، ولكن بعض التطبيقات لا تزال بحاجة للزجاجيات المخبرية لأن الزجاج خامل نسبيا وشفاف ومقاوم للحرارة، وسهل التخصيص. نوع الزجاج المستخدم يعتمد على التطبيق. زجاج البورسيليكات، والذي يستخدم عادة في الزجاجيات المكشوفة ويمكن أن يتحمل الإجهاد الحراري. زجاج الكوارتز، كما هو مستخدم شائع في الاكواب المخبرية، يمكن أن يتحمل درجات الحرارة العالية شفاف في أجزاء معينة من الطيف الكهرومغناطيسي. الزجاج البني ، وهو مستخدم في الزجاجياتالتي تخزن في الظلام ، يمكن أن يمنع الأشعة فوق البنفسجية والأشعة تحت الحمراء. الزجاج الثقيل والسميك،يستخدم في مفاعلات الضغط الزجاجي، يمكن أن يصمد أمام ضغط التطبيقات.

## امثلة
- الأكواب: هي حاويات على شكل أسطواني بسيط يستخدم للاحتفاظ الكواشف أو العينات.
- قوارير والعبوات الزجاجية ضيقة العنق: مخروطية عادة أو كروية، وتستخدم في المختبر لاجراء الكواشف أو العينات.
- الزجاجات والحاويات ذات الفتحات الضيقة: تستخدم عادة لتخزين الكواشف أو العينات. وتسمى زجاجات صغيرة ، قارورة.
- المرطبانات: هي حاويات اسطوانية ذات فتحات قد تكون مختومة.
- قضبان التحريك: وتستخدم لخلط المواد الكيميائية.
- أنابيب القياس: وتستخدم لتفريق كميات دقيقة من الكواشف السائلة
- المقطرات الزجاجية للتقطير.

### طبق سيراكيوز
طبق سيراكيوز (أو زجاجة ساعة سيراكيوز) عبارة عن طبق مسطح قليلاً، دائري ، طبق مسطح القاع من الزجاج السميك. يستخدم من ضمن المعدات المخبرية في علم الأحياء .

### زجاج مسطح
الزجاج المسطح  (بالإنجليزية: Dappen glass)‏ أو الطبق المسطح هو عبارة عن وعاء صغير، من الزجاج الكثيف أو الخزف لخلط المواد. وعامة ما يكون لهذه الأطباق عشر جدران متساوية (عشري الأضلاع) ذات وعاء كبير على أحد الجوانب ووعاء أصغر في أسفل الجانب الآخر. الزجاجات المسطحة عادة ما يتم استخدامها في مجال طب الأسنان كأوعية لخلط الأدوية أو حشوات الأسنان،  بينما يتم استخدامها أيضاً من قبل الفنانين (لخلط الأحبار أو الدهانات)، وأيضاً في مستحضرات تجميل لاحتواء كميات صغيرة من ملمعات الأظافر أو الأصباغ، بالإضافة لاستخدامها في مختبرات الكيمياء. وأحياناً ما يطلق مصطلح «الزجاج المسطح» عن طريق الخطأ على أي طبق يحتوي على سطحين مقعرين أو أكثر والذي يستخدم لتخزين أو لخلط المواد.